# Лаврушин, Иван Яковлевич
Ива́н Я́ковлевич Лавру́шин (1900, Орёл — 1940, Москва) — депутат Верховного Совета СССР 1-го созыва, начальник Управления НКВД Горьковской области, майор государственной безопасности. Входил в состав особой тройки НКВД СССР.

## Биография
Родился в семье официанта-буфетчика.

### Образование
- Сергиевская начальная церковно-приходская школа Орла, 1908—1911;
- Окончил высшее начальное городское училище в Орле, 1912—1916;
- 1-й курс 1-х Московских кавалерийских курсов РККА, декабрь 1919 — февраль 1920.

### Деятельность
С февраля 1917 в Москве, участвовал в разоружении городской полиции, служил в студенческой милиции. В 1918 сотрудник земельного отделения волостного исполнительного комитета в Орле. Член РКП(б) с 1918. В Покровском волисполкоме с марта 1918 по февраль 1919, помощник секретаря Орловского губернского кассационного Совета народных судей с февраля по май 1919.
В июне 1919 добровольно вступил в Красную Армию, служил на штабных должностях, с мая 1920 работал в особом отделе Первой Конной армии. С 1920 в органах ВЧК—ОГПУ—НКВД. В 1922—1925 начальник информационно-агентурного отдела Черноморского окротдела ГПУ. В 1925—1928 начальник информационно-регистрационного отдела Владикавказского окротдела ГПУ.
В 1928—1931 начальник информационно-регистрационного отдела Кубанского окротдела ГПУ, начальник контрразведывательного отдела, начальник особого Кубанского окротдела ГПУ, помощник начальника Кубанского окротдела ГПУ. В 1930—1931 начальник особого отдела 12-й и 74-й стрелковых дивизий Северо-Кавказского военного округа. В 1931—1933 помощник, заместитель начальника Шахтинско-Донецкого оперативного сектора ГПУ. На Дону и Кубани проводил в жизнь политику раскулачивания и расказачивания, затем принимал активное участие в фабрикации «шахтинского дела». Совместно с М. А. Примильским сфальсифицировал дело об «антисоветской троцкистско-террористической вредительской организации» в химической промышленности Дзержинска.
В 1933—1934 заместитель начальника, начальник секретно-политического отдела Полномочного представительства ОГПУ по Северо-Кавказскому краю, в 1934—1936 начальник секретно-политического отдела УГБ УНКВД Северо-Кавказского края. В 1936—1937 начальник 4-го отдела УГБ УНКВД Северо-Кавказского — Орджоникидзевского края.
В мае—июне 1937 заместитель начальника УНКВД Горьковской области, с июня 1937 по декабрь 1938 начальник УНКВД Горьковской области. Этот период отмечен вхождением в состав областной тройки Горьковской области, созданной по приказу НКВД СССР от 30.07.1937 № 00447, в которой был председателем и активным участием в сталинских репрессиях.

## Завершающий этап
Арестован 4 декабря 1938. Приговорён к ВМН и расстрелян 28 января 1940. Не реабилитирован.

## Звания
- 25 декабря 1935 — капитан государственной безопасности;
- 5 мая 1937 — майор государственной безопасности.

## Награды
- орден Красной Звезды (11 июля 1937);
- медаль «XX лет Рабоче-Крестьянской Красной Армии» (22 февраля 1938);
- знак «Почётный сотрудник государственной безопасности» (20 декабря 1932).